# 武術之少年行
《武術之少年行》是一部2008年的華語電影，由司徒永華執導，洪金寶、劉峰超、王文杰、王菲、劉泳辰、汪亞朝主演。

## 演員表
- 洪金寶 飾 李魁
- 劉峰超 飾 楊耀武
- 王文杰 飾 李一
- 汪亞朝 飾 李二
- 毛俊杰 飾 劉怡
- 張晉 飾 郭楠
- 王　菲 飾 方芳
- 劉泳辰 飾 張德明

## 外部連結
- 香港影庫上《武術》的資料（繁體中文）
- 開眼電影網上《武術》的資料（繁體中文）
- 豆瓣电影上《武术之少年行》的資料 （简体中文）
- 时光网上《武术之少年行》的資料（简体中文）
- 互联网电影数据库（IMDb）上的资料（英文）